# Kathoey
Kathoey, Katoey oder Katoy (thailändisch กะเทย, Aussprache: [kà.tʰɤːj], RTGS: Kathoei) ist eine in Thailand und Laos übliche Kategorie für Transpersonen. Die Bezeichnung ist ein Lehnwort aus der Khmer-Sprache ins Thailändische und bedeutete ursprünglich „Zwitter“; Kathoey hat keine genaue Entsprechung in anderen Sprachen, so dass alle Versuche, es zu übersetzen, an unterschiedlichen Begriffsinhalten der jeweiligen anderssprachigen Bezeichnungen scheitern.

## Begrifflichkeit
Kathoey ist keine klar umgrenzte, homogene Kategorie geschlechtlicher oder sexueller Identität. In der Regel bezeichnet er heute Männer mit femininen Eigenschaften oder weiblicher Geschlechtsidentität, die maskuline Männer begehren. Der Grad des femininen Auftretens bzw. der Selbstidentifizierung als Frau reicht dabei vom (zum Teil nur zeitlich begrenzten) Zeigen weiblicher Verhaltensweisen, Kleidungsstücke oder Attribute bis hin zur vollständigen Identifikation als Frau oder auch als Frau zweiter Art (Sao praphet song, สาวประเภทสอง, [sǎːw pràʔpʰêːt sɔ̌ːŋ]). Während am einen Ende des Spektrums der Übergang zur Identität als homosexueller Mann (Gay , เกย์, [keː]) fließend sein kann, steht am anderen Ende oft der Wunsch nach geschlechtsangleichenden Maßnahmen wie Hormonbehandlung, kosmetischen Operationen an Gesicht, Brust oder Hüften, um das eigene Erscheinungsbild weiblicher zu gestalten und teilweise auch nach geschlechtsangleichender Operation. Andererseits gibt es Kathoey, die keinen Widerspruch zwischen ihrer weiblichen Identität und ihrem Körper (einschließlich ihres Penis) sehen. Das Streben nach der vollständigen Geschlechtsangleichung ist auch nicht in jedem Fall der eigenen Empfindung geschuldet, sondern in einigen Fällen auch dem Wunsch nach einem höheren gesellschaftlichen Status. Kathoey kann also eine Vielfalt verschiedener Identitäten umfassen, die in einigen Fällen auch nach Belieben gewechselt werden können. Mitunter wird auch die Bezeichnung drittes Geschlecht (Phet thi sam, เพศที่สาม, [pʰêːt tʰîː sǎːm]) verwendet.
Als englische Bezeichnungen finden sich, vor allem im sex-industriellen Zusammenhang, auch Ladyman, Ladyboy oder Shemale.
Die umgekehrte Entsprechung, also maskuline Frauen, die feminine Frauen begehren, werden Tom (ทอม, [tʰɔːm]) genannt.

## Gesellschaftliche Rolle und Akzeptanz

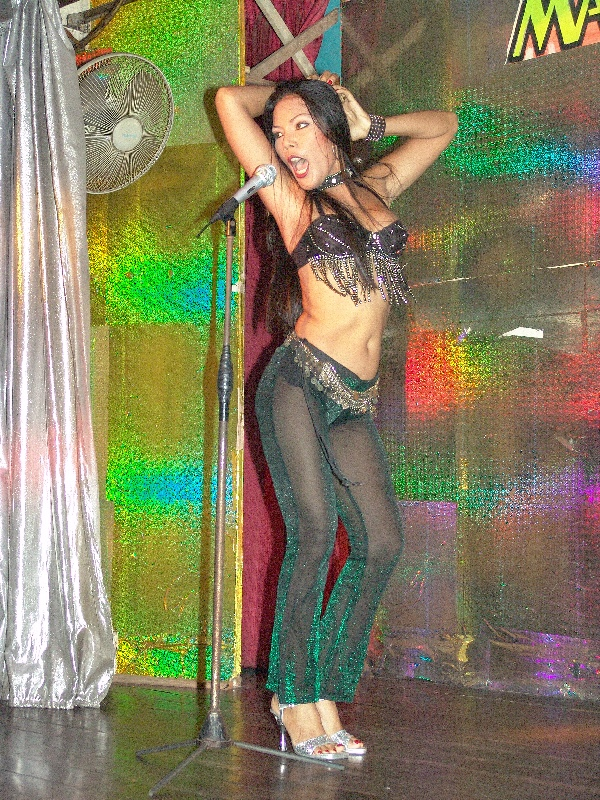
Kathoey auf der Bühne einer Cabaret-Show

Bereits vor Mitte des 20. Jahrhunderts war in der thailändischen Gesellschaft die Bezeichnung kathoey (‚Zwitter‘) verbreitet. Nanda betont, dass in einigen buddhistischen Ursprungsmythen drei originäre Geschlechter genannt werden. Kathoey bezeichnete Mitte des 20. Jahrhunderts aber dennoch kein vollgültiges Drittes Geschlecht, sondern innerhalb der sehr patriarchalisch strukturierten thailändischen Gesellschaft verschiedene Abweichungen von der männlichen beziehungsweise weiblichen Norm. Darunter fielen körperliche Abweichungen oder Funktionsstörungen (Intersexualität, Potenzstörungen, Sterilität) oder nicht heteronormatives Rollenverhalten. Erst seit den 1950er Jahren wurde kathoey zunehmend in biomedizinischen  Kategorien beschrieben. Es begann eine Differenzierung zwischen Intersexuellen, männlichen und weiblichen Homosexuellen und Kathoey im heutigen Sinne, die sich in den 1970er Jahren durchsetzte.
Verglichen mit westlichen Gesellschaften, gelten in Thailand die Kathoeys gelegentlich als sichtbarer und akzeptierter. Dies wird häufig auf die buddhistische Kultur zurückgeführt. Nach der Karmalehre haben Kathoey ihre Andersartigkeit infolge ihrer Handlungen in früheren Leben. Ihr Verhalten soll ihnen nicht vorgeworfen werden, da es ihnen eben bestimmt ist, so zu leben. Sie sollen eher bedauert als verspottet werden.
Wegen der weiter vorherrschenden, stark patriarchal geprägten Gesellschaft gibt es in Thailand bisher keine gesetzliche Anerkennung von Kathoeys. Sie haben keine juristische Möglichkeit, ihr in Identitätspapieren verzeichnetes Geschlecht zu ändern (zur rechtlichen Situation in Deutschland vergleiche Transsexuellengesetz). Bei der Musterung wurden Kathoey entsprechend bis 2012 wegen Geisteskrankheit oder Psychose ausgemustert. Das konnte gravierende Folgen haben, weil (rechtliche) Männer das Formular über ihren Wehrdienststatus bei der Arbeitsaufnahme oder Zulassung zu einer Hochschule vorweisen müssen. Erst seit 2012 kann infolge einer Gerichtsentscheidung eine Abweichung vom Geburtsgeschlecht eingetragen werden.
Kathoeys sind häufig im Unterhaltungsgewerbe und insbesondere auch im Rotlichtmilieu anzutreffen, auch weil es meist außerordentlich schwierig ist, eine andere Beschäftigung zu finden. Die Suizidrate ist unter Kathoeys signifikant höher als in der übrigen Bevölkerung.
Eine der bekanntesten Kathoeys in Thailand ist Parinya Charoenphol (Spitzname „Nong Toom“), ehemaliger Thai-Box-Meister. Sie begann den Wechsel der Geschlechtsrolle und die Hormonbehandlung bereits, als sie noch aktiv im Ring stand, und beendete ihre Karriere 1999, als sie sich einer geschlechtsangleichenden Operation unterzog. Ihr Leben wurde im Film Beautiful Boxer von 2003 erzählt. Ebenfalls wurde das Thema im Film Iron Ladies verarbeitet. Der Film basiert auf einer wahren Geschichte, als Mitte der neunziger Jahre eine von Kathoey dominierte Volleyballmannschaft ein wichtiges thailändisches Turnier gewann.

## Dokumentarfilme
- Die Geschichte der Ning, Österreich 2013, Regie und Kamera: Gert Chesi für das Museum der Völker.[7] Dieser Film handelt von einem Knaben, der eine Frau sein wollte. Die Stationen auf dem Weg zu diesem Ziel wurden von Gert Chesi dokumentiert und kommentiert. Es entstand eine einfühlsame Dokumentation, die auch den kulturellen Hintergrund und die Eigenheiten der thailändischen Gesellschaft beleuchtet.

Spielfilm
- Patong Girl, Deutschland, 2014, Regie: Susanna Salonen.